# Blacus
Blacus är ett släkte av steklar som beskrevs av Christian Gottfried Daniel Nees von Esenbeck 1818. Blacus ingår i familjen bracksteklar.

## Bildgalleri

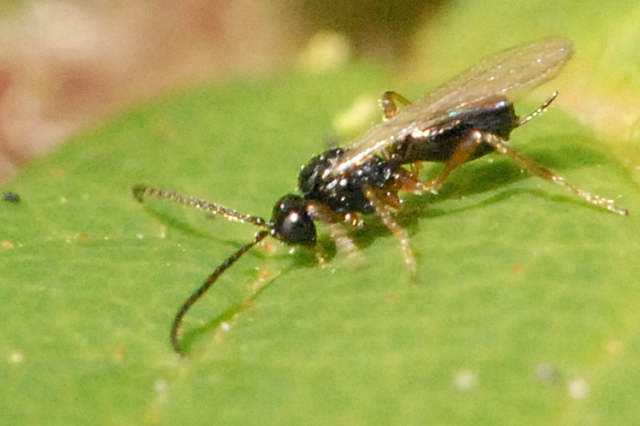
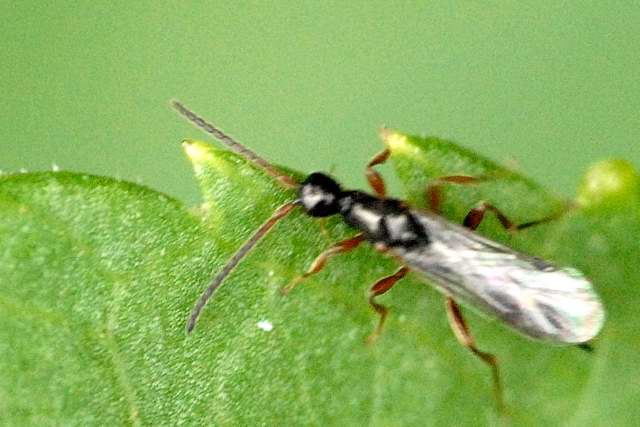

## Dottertaxa tillBlacus, i alfabetisk ordning[1][2]
- Blacus achterbergi
- Blacus albicoxis
- Blacus albipalpis
- Blacus albiventris
- Blacus alexandri
- Blacus alternipes
- Blacus ambulans
- Blacus andreei
- Blacus angichorus
- Blacus annulatus
- Blacus annulicornis
- Blacus antennalis
- Blacus apaches
- Blacus apicalis
- Blacus apodastus
- Blacus applicatus
- Blacus armatulus
- Blacus artomandibularis
- Blacus asaphus
- Blacus aulacis
- Blacus bicolor
- Blacus bovistae
- Blacus brachialis
- Blacus brevicarinatus
- Blacus brevichorus
- Blacus brevicrenulatus
- Blacus bussei
- Blacus caduceus
- Blacus canariensis
- Blacus capeki
- Blacus cerinus
- Blacus chabarovi
- Blacus chilensis
- Blacus chillcotti
- Blacus chinjuensis
- Blacus cognatus
- Blacus cohibilis
- Blacus collaris
- Blacus comatus
- Blacus compressiventris
- Blacus compressus
- Blacus concinnus
- Blacus concors
- Blacus conformis
- Blacus constrictus
- Blacus convexus
- Blacus coracinus
- Blacus cracentis
- Blacus crassicapitatus
- Blacus crassicrus
- Blacus dadianshanicus
- Blacus decaryi
- Blacus defectuosus
- Blacus dezhnevi
- Blacus dilaticornis
- Blacus diversicornis
- Blacus diversus
- Blacus dolosus
- Blacus dracomontanus
- Blacus epitolus
- Blacus epomidus
- Blacus errans
- Blacus erugatus
- Blacus evilectus
- Blacus exilis
- Blacus exocentri
- Blacus facialis
- Blacus filicornis
- Blacus fischeri
- Blacus fissus
- Blacus forticornis
- Blacus fritschii
- Blacus fulviceps
- Blacus fulvicollis
- Blacus fuscicoxis
- Blacus fuscinervis
- Blacus fuscipes
- Blacus fuscitarsis
- Blacus fuscitibialis
- Blacus geijskesi
- Blacus genalis
- Blacus gibber
- Blacus glaber
- Blacus groenlandicus
- Blacus hadrolophus
- Blacus haeselbarthi
- Blacus hastatus
- Blacus hemicarinatus
- Blacus hemicastaneus
- Blacus hostilis
- Blacus humilis
- Blacus humillimus
- Blacus imitator
- Blacus incarinaticeps
- Blacus indicus
- Blacus inopinus
- Blacus instabilis
- Blacus insulcatus
- Blacus interstitialis
- Blacus javensis
- Blacus kangauzi
- Blacus kaszabi
- Blacus koenigi
- Blacus koenigsmanni
- Blacus leptostigma
- Blacus linearis
- Blacus lithocolletidis
- Blacus longicaudatus
- Blacus longipennis
- Blacus macrocephalus
- Blacus macropterus
- Blacus maculipes
- Blacus madli
- Blacus mallochi
- Blacus mamillanus
- Blacus maryi
- Blacus masoni
- Blacus melliceps
- Blacus mellicornis
- Blacus mellistigmus
- Blacus mellitarsis
- Blacus mischocytus
- Blacus modestus
- Blacus multiarticulatiformis
- Blacus nanulus
- Blacus nigricornis
- Blacus nigrocephalus
- Blacus nitidus
- Blacus nivalis
- Blacus nixoni
- Blacus obscuripes
- Blacus paganus
- Blacus pallipes
- Blacus pappianus
- Blacus parallelus
- Blacus parastigmaticus
- Blacus parastrictus
- Blacus parvus
- Blacus patulus
- Blacus paucicrenulatus
- Blacus pectinatus
- Blacus pisinnus
- Blacus procerus
- Blacus puber
- Blacus radialis
- Blacus rectinervis
- Blacus redactus
- Blacus robustus
- Blacus rufescens
- Blacus ruficornis
- Blacus rufipes
- Blacus schimitscheki
- Blacus schwenkei
- Blacus semisulcatus
- Blacus setosifrons
- Blacus setosus
- Blacus signicornis
- Blacus signifer
- Blacus soror
- Blacus soykai
- Blacus spasskensis
- Blacus spinarius
- Blacus stami
- Blacus stelfoxi
- Blacus striatus
- Blacus strictus
- Blacus subquadratus
- Blacus sutchanicus
- Blacus tenuipes
- Blacus thoracicus
- Blacus tobiae
- Blacus topali
- Blacus townesi
- Blacus transversus
- Blacus trapezoides
- Blacus tripudians
- Blacus tuberculifer
- Blacus turbidus
- Blacus ungularis
- Blacus ussuriensis
- Blacus varius
- Blacus verticalis
- Blacus whartoni
- Blacus votrus